# Canarsie (Brooklyn)

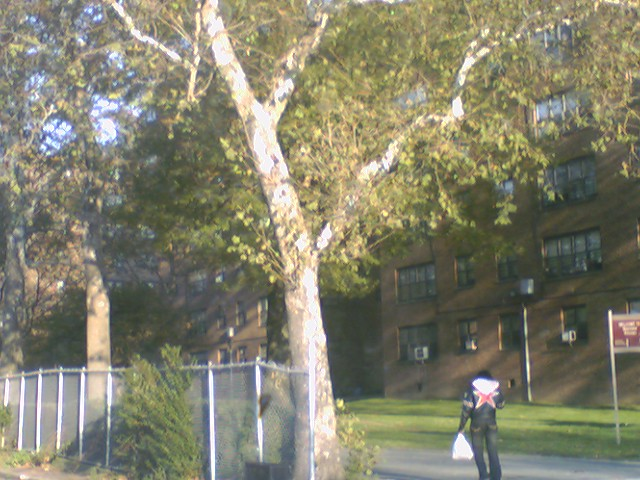
Viviendas en Canarsie.

Canarsie (pronounced Ca-NAR-see) es un barrio en la parte sureste del distrito de Brooklyn en Nueva York. La zona es parte del Brooklyn Community Board 18. El barrio, que abarca todo el código ZIP 11236, linda al este con Fresh Creek Basin, East 108 Street y la línea L de metro a Linden Boulevard; al norte con Linden Boulevard; al oeste con la avenidas Remsen hasta la avenida Ralph y Paerdegat Basin; y al sur con Jamaica Bay. Canarsie también hace frontera con los barrios East Flatbush, Flatlands, Mill Basin, Bergen Beach y East New York. Canarsie cuenta con el 69.º distrito local del Departamento de Policía de Nueva York.

## Historia
"Canarsie" es una interpretación fonética de una palabra en el idioma lenape de "tierra cercada" o "fortaleza". Los nativo americanos que hicieron la infame venta de la isla de Manhattan por 60 florines fueron lenapes. Los europeos a menudo se refieren a los indígenas que viven en una zona por el nombre local del lugar, y en documentos contemporáneos se pueden encontrar alusiones a los "indios canarsee". El actual barrio se encuentra dentro del antiguo pueblo de Flatlands, uno de los cinco pueblos neerlandeses originales en Long Island.

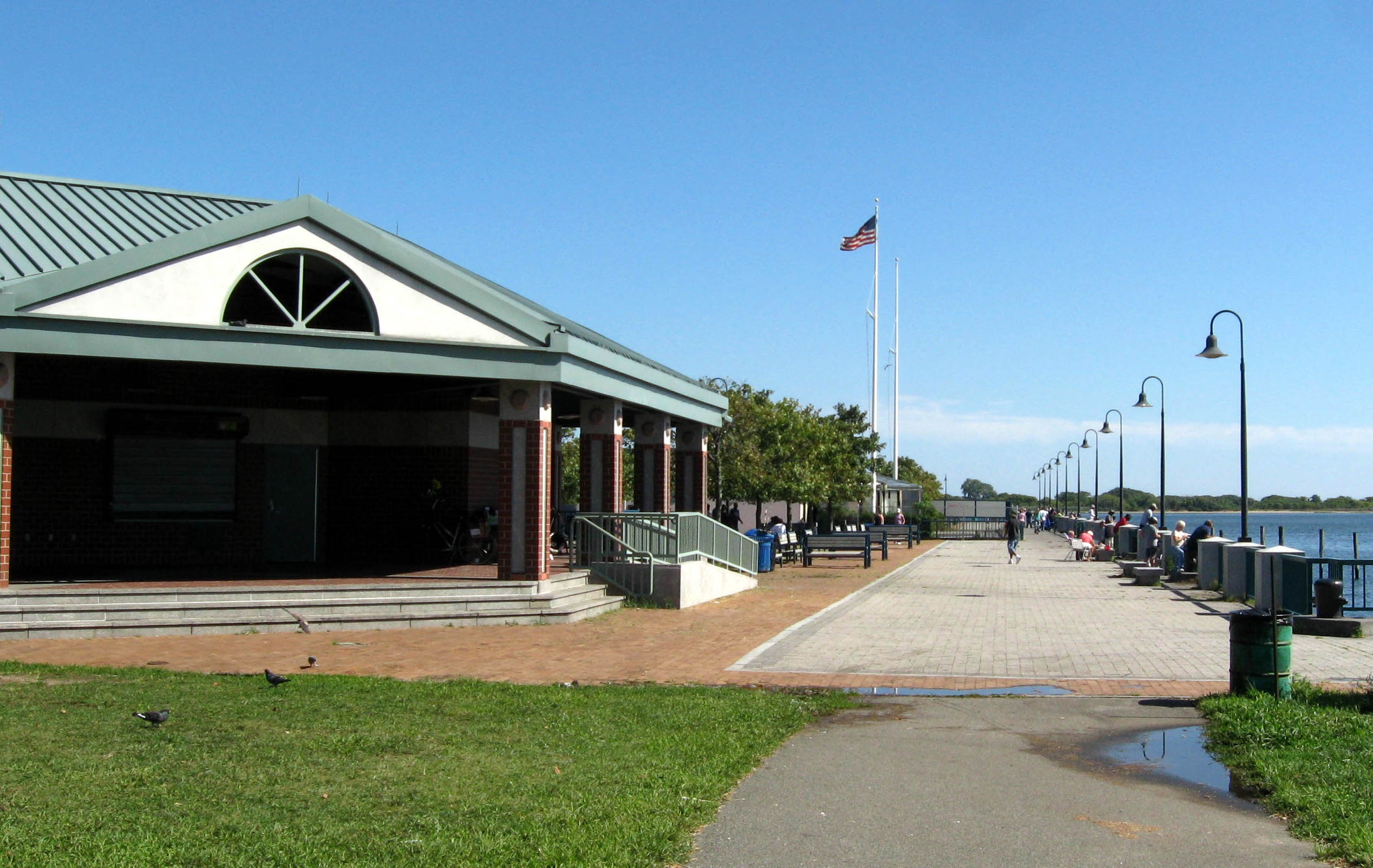
Canarsie Pier.

Canarsie fue construida sobre pantanos cerca de la bahía de Jamaica. Era un pueblo de pescadores en los años 1800, hasta que la contaminación mató a las ostras y a los peces comestibles. En la década de 1920, los inmigrantes del sur de Italia junto con los judíos se establecieron en la zona (aunque la población judía en Canarsie en los últimos años ha ido disminuyendo). Canarsie fue conocida por la actividad mafiosa durante las décadas de 1970 hasta 1990. El servicio de transbordador en Canarsie Pier se fue a la deriva tras la construcción del Marine Parkway Bridge. Durante los 90, la mayor parte de la población blanca de Canarsie se trasladó a Staten Island, Long Island y Queens, llamando a este fenómeno white flight (huida blanca). Hoy en día, la población de Canarsie es principalmente negra debido a la gran inmigración de indios occidentales.
Canarsie cuenta con una población de aproximadamente 96.000 habitantes. En el extremo sureste de Canarsie está situado el Canarsie Pier en la bahía de Jamaica, un lugar de pesca y zona de entretenimiento. Canarsie Pier es parte del Gateway National Recreation Area, un emplazamiento del Servicio de Parques Nacionales.
En el otro extremo están los almacenes y edificios comerciales. Canarsie cuenta con viviendas de una y dos familias, aunque hay tres grandes desarrollos de viviendas públicas y una serie de pequeños edificios de apartamentos repartidos por todo el vecindario.
El barrio tiene muchos parques, incluyendo un parque de gran tamaño comúnmente conocido como Seaview Park, oficialmente Canarsie Beach Park, expandido hacia el suroeste en 2007. En la bahía de Jamaica, más allá de Belt Parkway, se encuentra la sección de Canarsie Pier de la Gateway National Recreation Area.

## Educación
Canarsie cuenta con dos institutos, el Instituto Canarsie y el South Shore, y con varias escuelas secundarias y primarias. A finales de 2006, el alcalde de Nueva York Michael Bloomberg anunció que cinco institutos problemáticos cerrarían sus puertas en 2010, entre los que se incluyen el South Shore de Canarsie.

## Residentes notables
- Danielle Brisbois, actriz

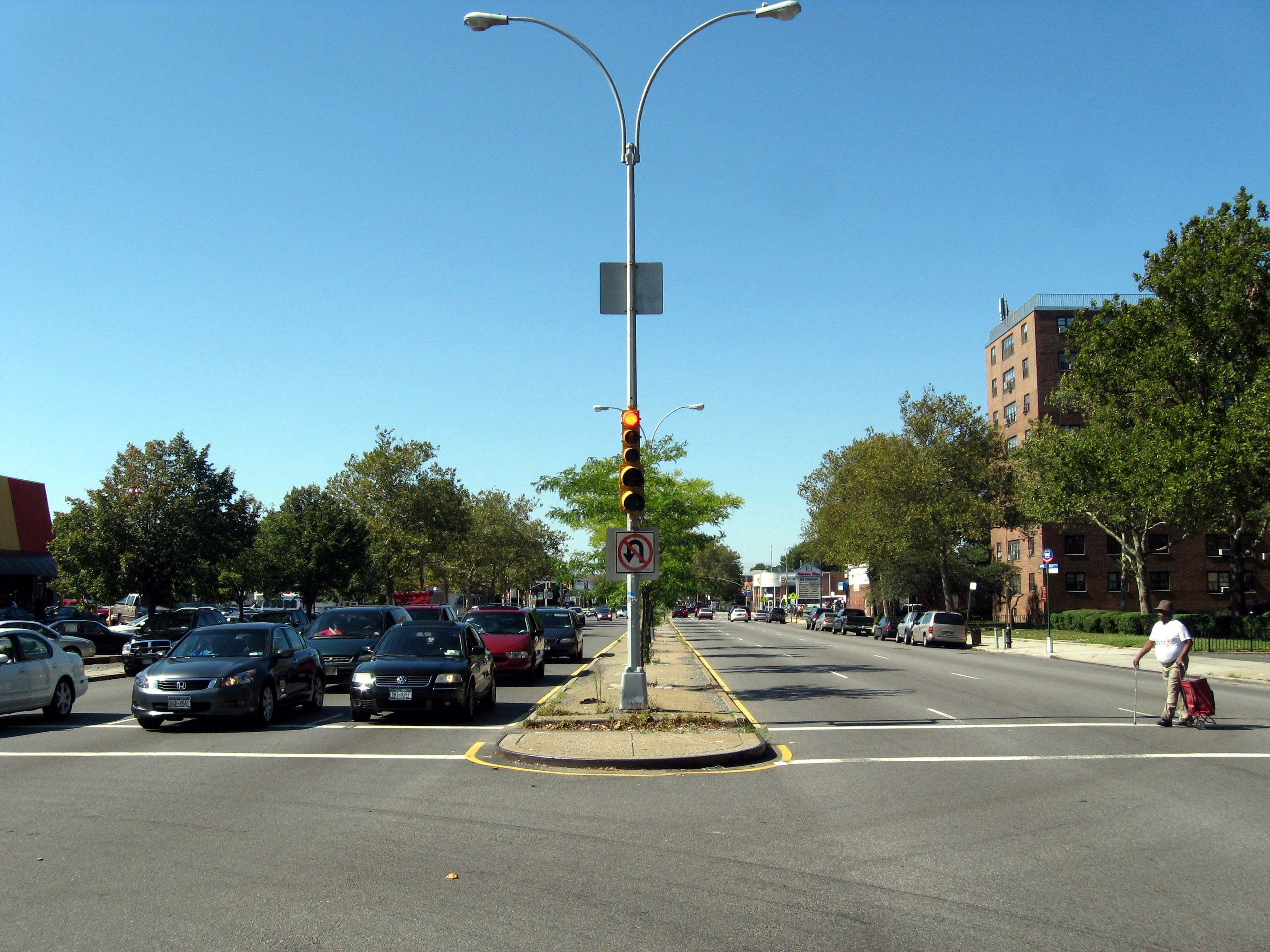
Avenida Skidmore en la calle Rockaway Parkway.

- John Brockington, jugador de fútbol americano de la NFL
- Von Cello, a.k.a. Aaron Minsky, cantante de chelo rock
- Peter Criss, miembro de la banda de rock Kiss
- Warren Cuccurullo, músico
- The Fat Boys, grupo de rap
- William Forsythe, actor
- Pop Smoke, cantante
- Lloyd Free, a.k.a. World B. Free, exbaloncestista de la NBA
- Randy Graff, actriz
- Alisha Itkin, cantante de dance
- Mark Morales, rapero, miembro del grupo Fat Boys, y disc jockey
- Dan Morogiello, jugador de béisbol de la MLB
- Al Roker, locutor de televisión
- Wayne Rosenthal, exjugador de béisbol y entrenador
- John Salley, ex juggador de baloncesto de la NBA
- Lance Schulters, jugador de fútbol americano de la NFL
- Leon Williams, jugador de fútbol americano de la NFL
- Howard Schultz, presidente de Starbucks Coffee Company[5]
- Annabella Sciorra, actriz
- Evan Seinfeld, líder del grupo Biohazard y actor de televisión
- Curtis Sliwa, fundador de la Guardian Angels[6]
- Stuart Sternberg, propietario del equipo Tampa Bay Rays de la MLB